# Markus Tomberg
Markus Tomberg (* 1968 in Orsoy am Niederrhein) ist ein deutscher katholischer Theologe. Er lehrt als ordentlicher Professor für Religionspädagogik an der Theologischen Fakultät Fulda.

## Leben
Tomberg studierte Katholische Theologie, Philosophie, Deutsche Philologie und Pädagogik in Münster. Er erwarb dort 1994 das Diplom in Katholischer Theologie und 1995 den Magister Artium mit dem Hauptfach Philosophie. Bis 2000 schloss sich ein Promotionsstudium bei Thomas Pröpper an. Von 1992 bis 1998 war Tomberg Stipendiat des Cusanuswerkes.
Tomberg wurde 2000 in Münster mit einer Arbeit zur Analysis Fidei zum Dr. theol. promoviert. Anschließend arbeitete er als Religionslehrer im Kirchendienst des Erzbistums Freiburg an verschiedenen Gymnasien in Südbaden. 2008 habilitierte er sich mit einer Arbeit über den Religionsunterricht an der Katholisch-Theologischen Fakultät der Universität Münster und wurde zum Privatdozenten für Religionspädagogik ernannt. Er lehrte von 2008 bis 2011 in Münster. Von 2011 bis 2012 nahm er Lehraufträge für Religionspädagogik und Dogmatik an der Pädagogischen Hochschule Ludwigsburg wahr. Im März 2012 wurde er zum ordentlichen Professor für Religionspädagogik an die Theologische Fakultät Fulda berufen. Seit dem Wintersemester 2012/13 hat er auch regelmäßige Lehraufträge am Katholischen Seminar an der Philipps-Universität in Marburg. Tomberg ist seit 2012 Ausbildungsleiter der Bewerber für den Dienst des Pastoralreferenten im Bistum Fulda und Leiter des Bewerberkreises. Seit 2023 ist er Prorektor der Fakultät und stellvertretender Bundesvorsitzender des Deutschen Katecheten-Vereins.
Tomberg ist verheiratet und hat fünf Kinder.

## Lehre
In Weiterführung von Überlegungen seines akademischen Lehrers Thomas Pröpper untersucht Tomberg die Praxis der Freiheit in ihrer Relevanz für das Selbstverständnis des christlichen Glaubensvollzugs. Dabei interessiert ihn zunächst im Anschluss vor allem an Ernst Cassirer der symbolische Selbstvollzug der Freiheit in Kultur und Gesellschaft, bevor er in seiner Dissertation die Gewissheit des Glaubens aus dem Selbstvollzug der Freiheit entwickelt. Weil der Freiheit die reflexive Vergewisserung allein unangemessen bleibt – sie ist allen ihren Bestimmtheiten immer schon voraus und deshalb entzogen –, wendet sich Tomberg ihrer Praxis selbst zu und entwirft am Beispiel des Religionsunterrichts eine regionale Handlungstheorie des christlichen Glaubens als Praxis der Freiheit. Diese erweist sich als kritisch anschlussfähig an aktuelle religionspädagogische Diskurse vor allem um die Konfessionalität des Religionsunterrichts, die Kompetenzorientierung schulischen Lernens und die Heterogenität von Lerngruppen. Tomberg entwickelt als Herausgeber von mehreren Regionalausgaben des Unterrichtswerkes "Leben gestalten" (Klett-Verlag) praktische Bausteine eines kompetenzorientierten, an der Freiheit interessierten und für sie eintretenden Religionsunterrichts. Des Weiteren arbeitet Tomberg an einer Didaktik der Christologie und zu Fragen der religionspädagogischen Rezeption von Kinder- und Jugendliteratur.

## Werke (Auswahl)
- Der Begriff von Mythos und Wissenschaft bei Ernst Cassirer und Kurt Hübner, Münster: Lit 1996.
- Studien zur Bedeutung des Symbolbegriffes. Platon – Aristoteles – Kant – Schelling – Cassirer – Mead – Ricoeur, Würzburg: Königshausen & Neumann 2001.
- Glaubensgewißheit als Freiheitsgeschehen. Eine Relecture des Traktats De analysi fidei [Ratio Fidei 8], Regensburg: Pustet 2002.
- Religionsunterricht als Praxis der Freiheit. Überlegungen zu einer religionsdidaktisch orientierten Theorie gläubigen Handelns [= Praktische Theologie im Wissenschaftsdiskurs 7], Berlin: de Gruyter 2010.
- An diesem Ort war alles anders. Religionspädagogisch interessierte Lektüren von Kinder- und Jugendbüchern zu Sterben, Tod und Trauer aus den Jahren 2017-2020 [= Fuldaer Hochschulschriften 62], Würzburg: Echter 2021.

Als Herausgeber
- Leben gestalten. Unterrichtswerk für den katholischen Religionsunterricht, Regionalausgaben für Baden-Württemberg, Nordrhein-Westfalen und weitere Bundesländer, Berlin-Stuttgart: Klett-Verlag 2011ff.
- Alle wichtigen Bücher handeln von Gott. Religiöse Spuren in aktueller Kinder- und Jugendliteratur [= Fuldaer Hochschulschriften 58], Würzburg: Echter 2016.
- zus. mit Winfried Verburg: RU 4.0. Religiöse Bildung und Digitalisierung, Fulda 2020 (urn:nbn:de:0295-opus4-20482)